# バーンサパーンノーイ郡
座標: 北緯11度4分30秒 東経99度26分30秒 / 北緯11.07500度 東経99.44167度
バーンサパーンノーイ郡（バーンサパーンノーイぐん）とはタイ南部に位置する、プラチュワップキーリーカン県の最南部にある郡（アムプー）。

## 歴史
地元の伝承ではナコーンシータンマラートの王であるシーワンチャオが父であるペッチャブーンの王と領土を分けることに決まったとき、現在のバーンサパーンノーイにある川を国境線とする事が決まった。このときこの川に行き来のためにはしを作ったことからこの地域が「ムアン・サパーン（橋）」と呼ばれることになった。
これはあくまで伝承であり文献などで確認されたものではないが、のちにシーワンチャオが跡取りがいなく空きになったナコーンパトムに自分の息子であるシーラーチャーを統治者として送り込んだ際に橋が建設されていることがわかっている。
時代は下り、アユタヤ王ウートーンがこの橋を通過した際にこの橋を「サパーンノーイ（小さな橋）」と呼ぶことに決めた。これにバーン（村）と言う語を足したのが現在の名称である。
行政体としては1974年6月10日に分郡（キンアムプー）として成立。1981年7月13日に郡（アムプー）に昇格した。

## 地理
森林に大きく覆われている他、建築材料となる鉱石なども産出される。

## 経済
郡内の名産物はココヤシ、郡内には加工工場もある。またアブラヤシ、天然ゴムなども作られる。鉱石の加工工場があり郡内で算出された鉱石を加工して郡外に輸出している。

## 行政区分
バーンサパーンノーイ郡は、4つの町(タムボン)に分けられ、さらにその下位に41の村（ムーバーン）がある。自治体（テーサバーン）が設置されており以下のようになっている。
- テーサバーンタムボン・バーンサパーンノーイ・・・タムボン・バーンサパンの一部

以下は郡内のタムボンの一覧である。
1. タムボン・パークプレーク・・・ตำบลปากแพรก
2. タムボン・チャーンレーク・・・ตำบลช้างแรก
3. タムボン・バーンサパーン・・・ตำบลบางสะพาน
4. タムボン・チャイラート・・・ตำบลไชยราช
5. タムボン・サーイトーン・・・ตำบลทรายทอง